# NGC 3590
NGC 3590 ist ein galaktischer Offener Sternhaufen im Sternbild Carina, der im Jahr 1835 von John Herschel mit einem 18,7-Zoll-Teleskop entdeckt wurde.  Das Alter von NGC 3590 wird auf rund 30 Millionen Jahre geschätzt. Er ist nur 5′,8 und damit wenige Parsec entfernt vom Offenen Sternhaufen Hogg 12.